# 이헌구 (1905년)
이헌구(李軒求, 1905년 5월 12일 ~ 1983년 1월 4일)는 일제강점기의 언론인, 작가이며 대한민국의 문학평론가, 작가이다. 호는 소천(宵泉)이다. 1949년부터 1953년까지 제2대, 제3대 공보처 차장을 역임하였다.

## 생애
함경북도 명천 출신이다. 보성고등학교 재학 중이던 1923년 『동아일보』 창간 1,000호 기념 현상모집에서 「별」이 동요·동시 부문에 당선되었다. 1925년 일본 와세다 대학 제1고등학원 문과에 입학한 후 일본인 학생들 및 조선인 유학생들과 함께 아동문학 및 농민문학 관련 활동을 했다.
1926년에는 김진섭, 이하윤, 정인섭 등 도쿄 소재의 조선인 유학생들과 함께 해외문학연구회를 조직하는 등, 외국문학도로서의 문예 운동을 시작한다. 
1931년 와세다 대학 문학부 불문과를 졸업하고는 귀국하여 극예술연구회를 설립하는 등 문예 활동을 활발히 전개한다.
1932년부터는 『조선일보』 등 지면에서 카프 계열 문인들에 반박하고 해외문학파의 입장을 옹호하는 평론들을 게재한다.
귀국 직후부터 3년간은 보성보육학교에서 교사로 근무하였고, 1936년부터는 『조선일보』의 학예부 기자로 근무하다 『조선일보』 폐간과 함께 실직했다. 이후 보성중학교장에 취임했다, 
광복 후 『민중일보』의 편집인으로 참여하다가 1948년 『민중일보』 사장 윤보선이 공직에 임명되면서 『민중일보』의 사장 겸 편집국장을 역임하는 등 언론인으로서도 활동했다.
일제강점기 말기에는 절필한 경력이 있다.
광복 후에는 해외문학파 중심의 중앙문화협회를 결성한 것을 시작으로 좌익 문단에서 적극적으로 활동하면서 민족주의 옹호 평론을 발표했고, 1949년부터 공보처 차장을 지내기도 했다. 이화여자대학교 국어국문학과 교수를 역임했다. 1957년에는 대한민국예술원 회원이 되었으며, 1973년 예술원 공로상을 수상했다.

## 참고 자료
- 권영민 (2004년 2월 25일). 《한국현대문학대사전》. 서울: 서울대학교출판부. 785쪽쪽. ISBN 89-521-0461-7.